# Schlagmann Poroton
Die Schlagmann Poroton GmbH & Co. KG  ist ein deutscher Ziegelproduzent von Hintermauerziegeln. Das Unternehmen mit Hauptsitz in Zeilarn beschäftigt 475 Mitarbeiter an 7 Standorten in Bayern und Baden-Württemberg. Schlagmann Poroton ist Erfinder des patentierten perlitgefüllten Ziegels.

## Geschichte

### Ziegelei Lanhofen
Vorläufer der Firma Schlagmann ist die Ziegelei Lanhofen in Gumpersdorf, einem Ortsteil des heutigen Zeilarn. Belegt ist in der Chronik von Gumpersdorf, dass die Ziegelei bereits im 19. Jahrhundert bestand. Als ursprüngliche Besitzer sind 1864 Simon Baumann aufgeführt, ab 1905 Xaver Altmannshofer, der das Anwesen mitsamt Ziegelei 1908 an Josef und Thekla Weinzierl verkaufte, für 10 000 Mark. 1911 ging der Besitz an Markus Jetzelsberger über. Nach dem Ende des Ersten Weltkriegs brannte die ganze Ziegelei ab, wurde vom Vorbesitzer Weinzierl wieder aufgebaut und am 7. September 1922 von Markus Jetzeslberger wieder zurückgekauft. Die Ära Schlagmann begann 1935 mit dem Kauf einer 50-Prozent-Beteiligung durch Lorenz und Maria Schlagmann an der Ziegelei Marakus Jetzelsberger in Lanhofen. Zuvor stand die Ziegelei einige Jahre still. Nach Ende des Zweiten Weltkrieges wurde die Ziegelbrennerei wieder angekurbelt mit Mauerziegeln und Dachziegeln. 1948 erwarben Lorenz und Maria Schlagmann die zweite Hälfte des Besitzes vom Ziegeleibesitzer Markus Jetzelsberger.

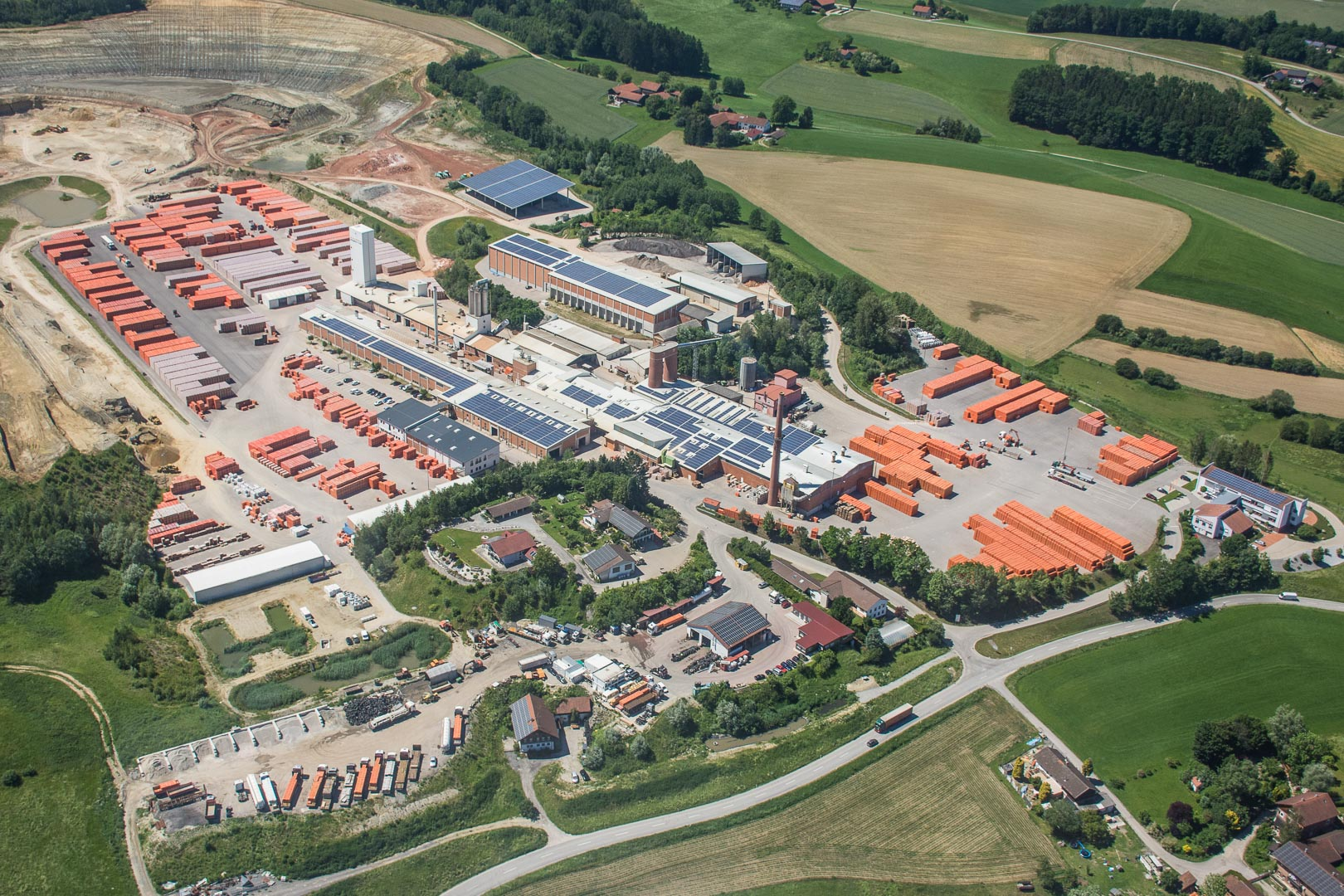
Der Hauptsitz in Zeilarn im Jahr 2019

### Lorenz Schlagmann GmbH
Die Firma Lorenz Schlagmann GmbH besteht seit 1949. In dem Jahr erfolgte die Eintragung der GmbH ins Handelsregister durch den gleichnamigen Gründer.
1958 stiegen die beiden Söhne Alfred und Helmut Schlagmann in das Unternehmen ein. 1967 begannen sie mit der Produktion von Poroton-Ziegeln. Die Umfirmierung in Schlagmann Baustoffwerke GmbH & Co. KG erfolgte 1976. Nach dem Tod des Gründers Lorenz Schlagmann im Jahr 1977 übernahmen Alfred und Helmut Schlagmann das Unternehmen zu je 50 %.
1991 verkaufte Helmut Schlagmann seinen 50%-Anteil an die Wienerberger AG. Fünf Jahre später, 1996 übergab Alfred Schlagmann die Geschäftsführung an seinen Schwiegersohn Johannes Edmüller, der 1998 mit der Entwicklung eines mit Dämmstoff gefüllten, monolithischen Ziegels begann. Am 19. Februar 1998 meldete er ihn zum Patent an. 2001 wurde der perlitgefüllte Ziegel, der sogenannte Poroton-T9, auf der BAU in München vorgestellt. 2003 übernahm Schlagmann die Ziegelwerke in Rötz, Isen & Aichach.

### Schlagmann Poroton GmbH & Co. KG
Seit dem Tod von Alfred Schlagmann im Jahr 2005 ist seine Tochter Sylvia Schlagmann-Edmüller Inhaberin des 50%-Anteils der Schlagmann Poroton GmbH & Co. KG. Seit 2006 repräsentieren Johannes Edmüller, Walter Mayerhofer, Bernhard Schmidhammer und Bärbel Gerauer die Geschäftsleitung der Schlagmann GmbH. Mit Wirkung zum 1. Januar 2014 übernahm die Schlagmann Poroton GmbH & Co. KG in Abstimmung mit der Wienerberger GmbH, Hannover das schwäbische Poroton-Ziegelwerk Ehingen mitsamt dem dazu gehörigne Vertriebsgebiet. Drei Jahre später begann die Beteiligung bei der Redbloc Elemente GmbH mit dem System vorgefertigter Ziegelwände. 2020 erwarb Schlagmann das Werk in Ansbach von der Wienerberger AG. 2023 erfolgte die Komplettübernahme der Redbloc Elemente GmbH. Damit will Schlagmann die Technologie der automatisierten Ziegelfertigwand weiterentwickeln und so dem Fachkräftemangel entgegenwirken.

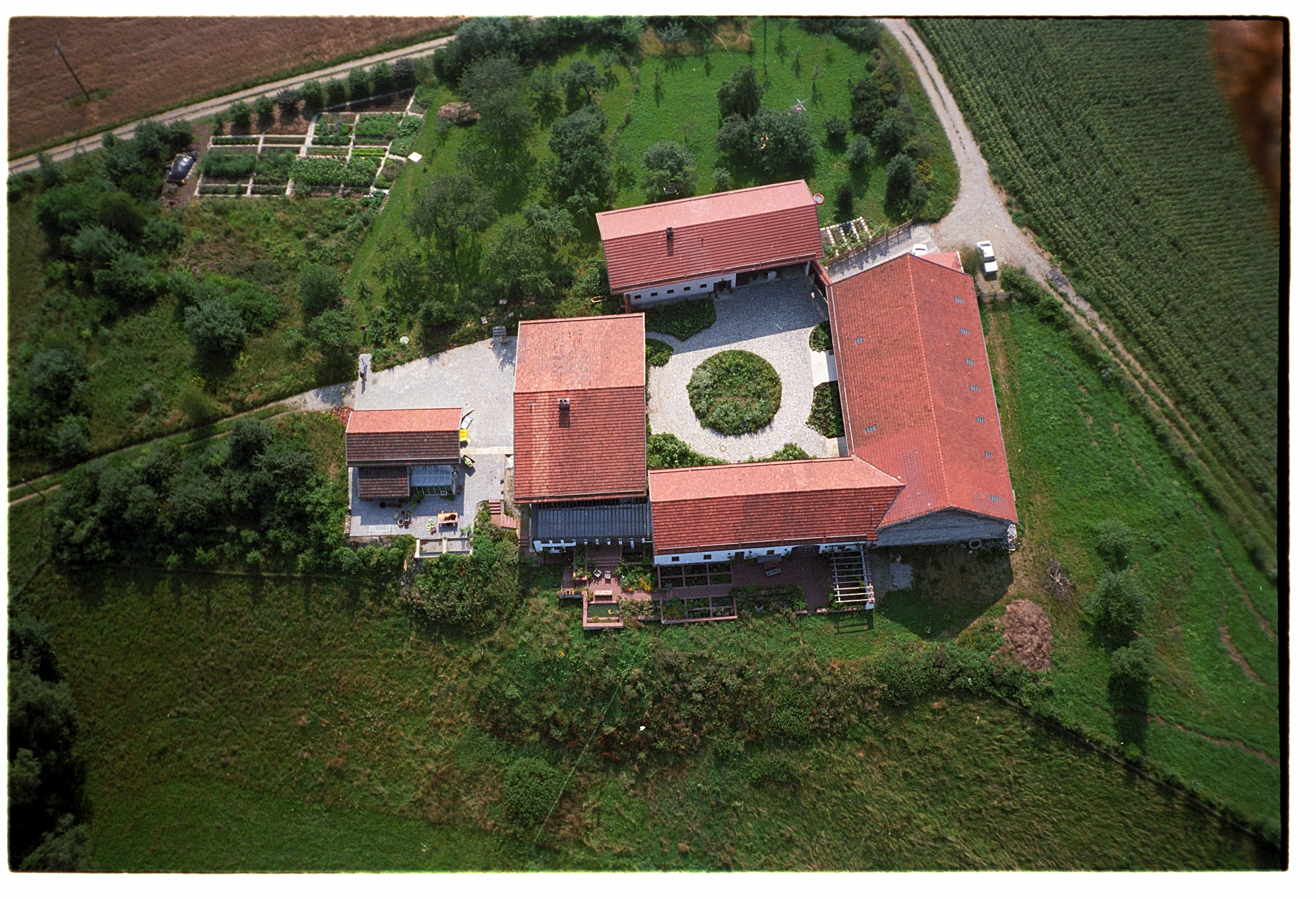
Passelsberg: Querbeetgarten von 1994 bis 2010, seit 2018 Stiftungshof

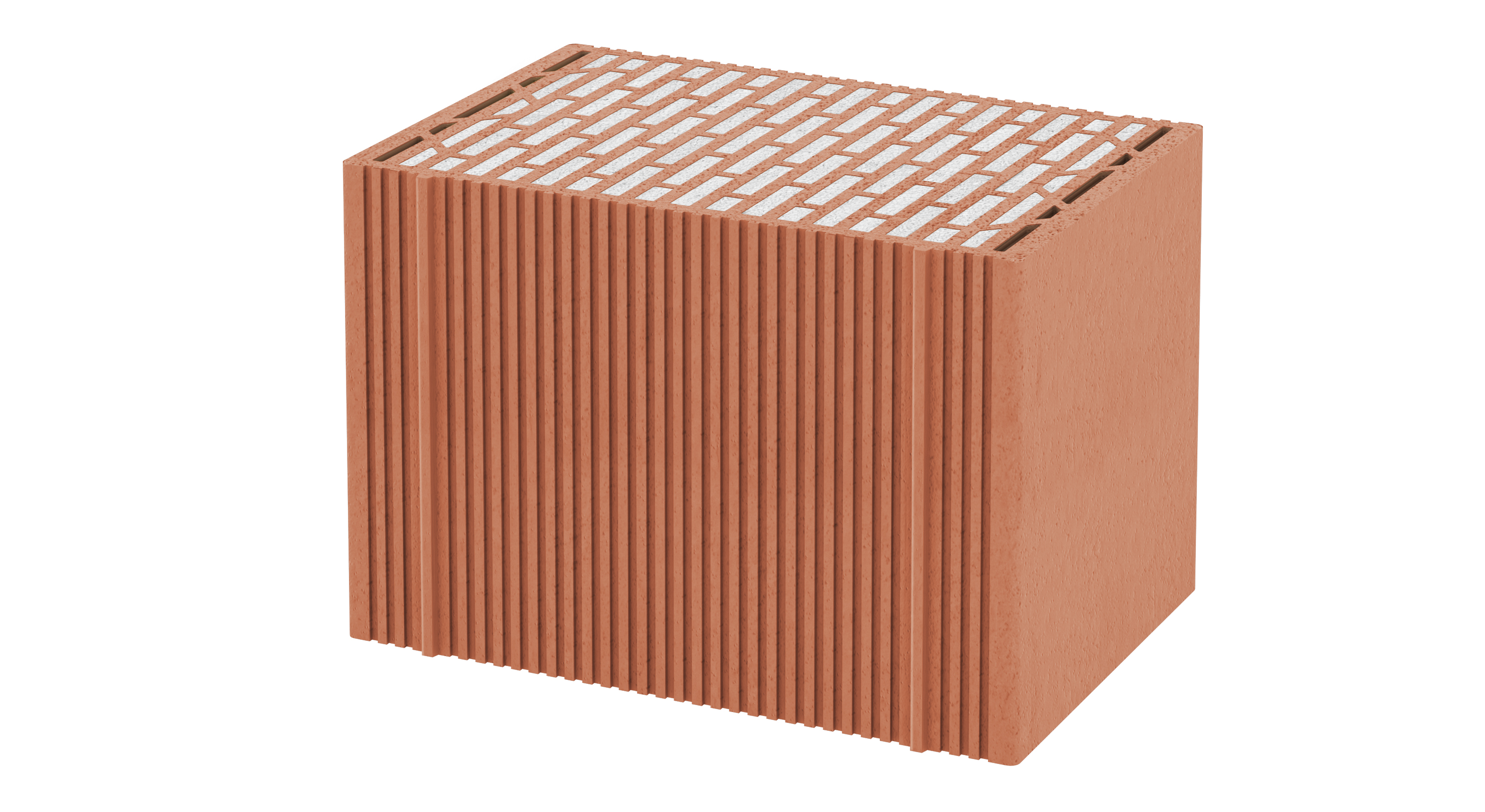
Porotonziegel mit Perlitfüllung

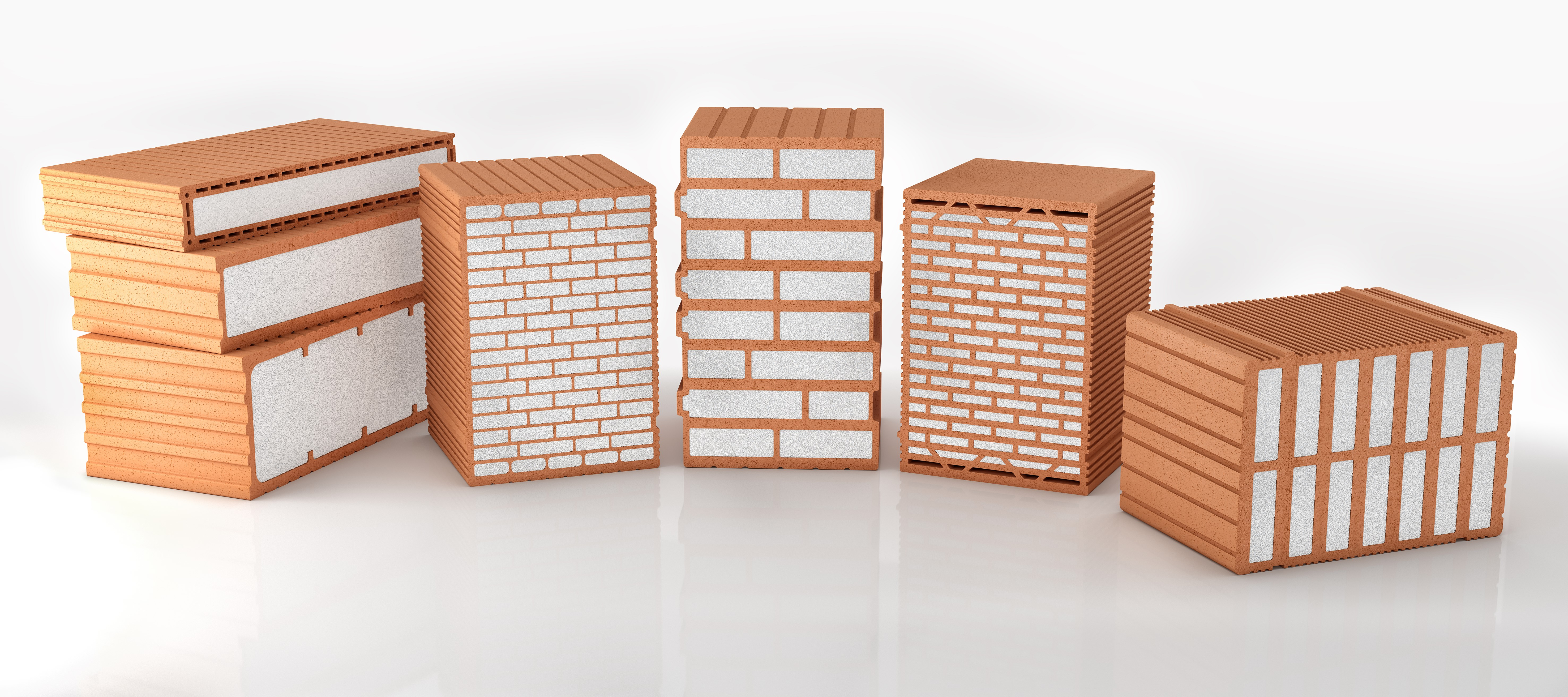
Diverse Porotonziegel

## Soziales Engagement
Schlagmann unterstützt seit 2010 mit der gemeinnützigen Schlagmann-Edmüller-Stiftung soziale Projekte und ist aktiv im Umwelt- und Tierschutz tätig. Die Stiftung erwarb 2018 den denkmalgeschützten seit 500 Jahren bestehenden ehemaligen Bauernhof Passelsberg, der von 1978 bis 1983 von den Vorbesitzern John A. Ferguson und Burkhard Mücke aufwendig renoviert und ausgebaut worden war. In dessen weitläufiger Gartenanlage inszenierten und filmten sie von 1994 bis 2010 die Fernsehsendung Querbeet, im ehemaligen zum tv-Studio umgebauten Kuhstall wurden die Beiträge für die Fernsehsendung geschnitten und fertiggestellt. 2018 ging das Anwesen in den Besitz der Schlagmann-Edmüller-Stiftung über, die dort ihren Sitz hat und die Gebäude für ihre Stiftungszwecke nutzt.

## Produkte
Im Jahr 2001 hat Schlagmann mit dem Poroton-T9 den ersten gefüllten Ziegel vorgestellt. Anstatt die Wärmedämmung mit einer Zusatzschicht an der Außenwand zu erreichen, wird der Ziegel mit dem Vulkangestein Perlit gefüllt.
Seit 2018 werden durch Energieeinsparungen in den Werken und durch die Unterstützung von UN-zertifizierten Projekten zum Klima-, Arten- und Umweltschutz einige Produkte wie der Poroton-T6,5 und Poroton-S9 vom TÜV Nord als klimaneutrale Ziegel zertifiziert.

### Produktzertifizierungen
- Blauer Engel für die Perlitfüllung der Schlagmann-Ziegel
- eco-Institut Label für den Perlitziegel als emissionsarmen Baustoff
- WUFI-Zertfifikat
- Energiemanagement nach ISO 50001
- intersehroh Zertifikat für das Palettenfolien-Recyclingsystem[13]

## Auszeichnungen
- Bayerischer Energiepreis 2010 für Poroton-WDF[14]
- Auszeichnung der Fachzeitschrift Detail in 2011 für den perlitgefüllten Poroton Ziegel zum bedeutendsten Baustoff der letzten 50 Jahre[15]
- Bayerischer Mittelstandspreis 2014[16]
- Auszeichnung der Zeitschrift B+B Bauen im Bestand für Poroton WDF als bestes Produkt 2015[17]
- Aufnahme ins Buch zum G7-Gipfel auf Schloss Elmau 2015 „Stoff, aus dem die Zukunft ist“, Bayerische Staatskanzlei, Bayern. Land im Herzen Europas, 2015, ISBN 3-7954-2945-5, Schnell & Steiner GmbH (Hrsg.), S. 248.